# Вестон (Колорадо)
Вестон (англ. Weston) — переписна місцевість (CDP) в США, в окрузі Лас-Анімас штату Колорадо. Населення — 53 особи (2020).

## Географія
Вестон розташований за координатами 37°8′45″ пн. ш. 104°52′6″ зх. д. / 37.14583° пн. ш. 104.86833° зх. д. (37.145923, -104.868283).  За даними Бюро перепису населення США в 2010 році переписна місцевість мала площу 8,03 км², уся площа — суходіл.

## Демографія
Згідно з переписом 2010 року, у переписній місцевості мешкало 55 осіб у 26 домогосподарствах у складі 16 родин. Густота населення становила 7 осіб/км².  Було 47 помешкань (6/км²).
Расовий склад населення:
| - 67,3 % — білих - 16,4 % — корінних американців - 14,5 % — осіб інших рас |

До двох чи більше рас належало 1,8 %. Частка іспаномовних становила 72,7 % від усіх жителів.
За віковим діапазоном населення розподілялося таким чином: 16,4 % — особи молодші 18 років, 52,7 % — особи у віці 18—64 років, 30,9 % — особи у віці 65 років та старші. Медіана віку мешканця становила 55,3 року. На 100 осіб жіночої статі у переписній місцевості припадало 129,2 чоловіків;  на 100 жінок у віці від 18 років та старших — 130,0 чоловіків також старших 18 років.
Середній дохід на одне домашнє господарство  становив 29 893 долари США (медіана — 39 167), а середній дохід на одну сім'ю — 38 444 долари (медіана — 38 750). За межею бідності перебувало 21,6 % осіб, у тому числі 0,0 % дітей у віці до 18 років та 35,7 % осіб у віці 65 років та старших.
Цивільне працевлаштоване населення становило 18 осіб. Основні галузі зайнятості: будівництво — 61,1 %, освіта, охорона здоров'я та соціальна допомога — 22,2 %, сільське господарство, лісництво, риболовля — 16,7 %.